# Csebarkul-tó
A Csebarkul-tó (cirill betűkkel Чебарку́ль) egy tó Oroszországban, a Cseljabinszki területen, a Csebarkuli járásban,  az Urál-hegység déli lejtőin, Cseljabinszktól mintegy 70 kilométernyire délnyugatra. Csebarkul városa a tó keleti partján fekszik. 
Többnyire a hegyoldalból lefolyó olvadékvizek táplálják. Novemberben szokott befagyni, és jégpáncél borítja egészen áprilisig. A tóból ered a Kojelga folyó. Területén számos erdővel borított sziget található, köztük a Gracsov-, Golec-, a Ribackij- és a Korablik-szigetekkel. A tóba a  Krutyik-, a Marjin- és a Nazaris-félszigetek nyúlnak be.  

## Lásd még
- 2013-as oroszországi meteoresemény

## Fordítás
Ez a szócikk részben vagy egészben  a   Lake Chebarkul című angol Wikipédia-szócikk ezen változatának fordításán alapul.  Az eredeti cikk szerkesztőit annak laptörténete sorolja fel. Ez a jelzés csupán a megfogalmazás eredetét és a szerzői jogokat jelzi, nem szolgál a cikkben szereplő információk forrásmegjelöléseként.